# Pierre Vermersch
Pour les articles homonymes, voir Vermersch.
Pierre Vermersch,né le 7 juin 1944 à Cannes et mort le 6 juillet 2020 à Chanteuges, est un psychologue et psychothérapeute de formation est chargé de recherche au CNRS.
Il a, dans un premier temps, développé l'usage des théories de Jean Piaget dans le domaine des apprentissages professionnels en mettant en œuvre une méthode originale d'observation de l'activité intellectuelle sur laquelle s'appuient les ateliers de raisonnement logique. "[C']est P. Vermersch qui, dès les années 1970 conduira un ensemble de travaux permettant de préciser les conditions d'utilisation du modèle opératoire de Piaget dans le cadre de la formation des adultes [...] il développera l'idée du "recours par l'adulte à des registres de fonctionnement différents". P.115 .
Par la suite, il développe au cours de plusieurs années la technique de l'entretien d'explicitation et collabore étroitement avec des enseignants et formateurs dans divers cadres institutionnels.
Cette méthode est aussi connue dans le cadre de l’approche micro-phénoménologique.  On considère que l’entretien micro-phénoménologique est une adaptation de la méthode d’entretien d’explicitation spécifiquement dédiée à la recherche sur l’expérience subjective en sciences cognitives. C’est l’association de cette méthode d’entretien à une méthode d'analyse et de validation des données qui constitue la micro-phénoménologie.
On peut également considérer Vermersch comme un des premiers à avoir réhabilité en psychologie la recherche en première personne, ce qui implique en particulier ,:
- De se concentrer sur l’émergence du point de vue incarné, (sensoriel et perceptive) de l’expérience vécue du sujet;
- La promotion d’un compte rendu de l’expérience comme gage d’une démarche en première personne;
- La mise en jeu de la verbalisation offre la possibilité de faire état d’une situation «incarnée» de l’expérience du sujet;
- La production de sens prend acte de la nature dynamique du langage (performatif et de son inscription dans le temps.

## Ouvrages
- Explicitation et phénoménologie, Paris, PUF, 2012.
- À l'épreuve de l'expérience. Pour une pratique phénoménologique, (en collaboration avec Nathalie Depraz et Francesco J. Varela) Bucarest, Zeta Books, 2011.
- L’Entretien d’explicitation en formation continue et initiale, Paris, ESF, 1994.
- L’Entretien d’explicitation, Paris, ESF, 5e édition 2006.
- Pratiques de l'entretien d'explicitation, (en collaboration avec Maryse Maurel) Paris, ESF, 1997.